# Simone Mori
Pour les articles homonymes, voir Mori.
Simone Mori (né le 23 avril 1972 à Pontremoli,) est un coureur cycliste italien, devenu ensuite directeur sportif et manager d'équipe.

## Biographie
Bon grimpeur, Simone Mori s'est illustré dans les courses par étapes en remportant le Tour de Slovénie en 2001, ou encore le Tour de Hokkaido et le Jelajah Malaysia en 2002. Il participe à sa dernière compétition en avril 2003. 
Après sa carrière cycliste, il reste dans le milieu du vélo en devenant manager de l'équipe Nippo en 2004. Il travaille ensuite comme directeur sportif au sein de la formation Endeka, renommée par la suite Cinelli-Endeka-OPD. En 2009, il dirige la structure Amica Chips-Knauf durant quelques mois. Cette équipe est cependant suspendue puis dissoute en fin de saison, victime de problèmes financiers. 

## Palmarès
- 1996
  - Coppa Varignana
  - Freccia dei Vini
  - 2e de Milan-Rapallo
- 1998
  - 6e étape du Tour de Slovénie
- 2001
  - Classement général du Tour de Slovénie
- 2002
  - 2e étape du Tour de Serbie
  - Prix de la Mi-août
  - Tour de Hokkaido :
    - Classement général
    - 1re étape

  - Classement général du Jelajah Malaysia
  - 2e du Tour du Japon
  - 2e du Tour de Serbie